# Боян Расате
Боян Расате (с рождено име Боян Боянов Станков) е български националист, лидер на Български национален съюз – Нова демокрация (БНС-НД), председател на движение „Гвардия“. Почетен член на Испанската фаланга и национален представител на Европейска акция (ЕА) за България, бивш лидер на НПО Български национален съюз „Еделвайс“ (БНС „Еделвайс“).

## Биография
Боян Расате е роден на 2 септември 1971 г. в град София, България. Когато е 4-годишен, семейството му се премества в Щутгарт, Западна Германия, където баща му е командирован от държавното предприятие „Балканкар“.
До 3 клас Боян учи в Salier-Grund und Hauptschule, Вайблинген, което напуска, след като през 1980 г. баща му умира и майка му се връща заедно с него в София.
В България той не се вписва в средата и попада в полезрението на комунистическата Детска педагогическа стая (ДПС) и често е привикван в кварталната районна секция на ОФ.
Средното си образование завършва в 7 гимназия, с разширено изучаване на немски език.
След завършване на гимназията Боян служи от 1989 г. до 1991 г. като танкист в 5-а танкова бригада на БНА, гр. Казанлък.
След уволнението от казармата записва в Нов български университет, специалност „Политически науки“. За да се издържа, работи като чистач в локомотивно депо, общ работник и нощен пазач.
До 1997 г. Боян работи на няколко места, след което за известно време се занимава с частен бизнес.

## Начало на политическата дейност
На 20 април 1991 г. става член на БНРП, а след няколко месеца – председател на младежката ѝ организация. Участва в изграждането на регионални структури и помага на партията в парламентарните избори през есента. На балотажа отиват кандидатите на БСП и СДС. Председателят на партията – Иван Георгиев, призовава членовете на БНРП да гласуват за кандидата на БСП, Велко Вълканов, председател на БАС. Мнозина не са съгласни и напускат партията. Боян също не е съгласен – подава си оставката и напуска БНРП.
През март 1992 г. от бившата младежка организация на БНРП се създава нова националистическа организация – Дясно демократично движение (ДДД). Лидер на младежкото движение е Боян Расате. Организацията е много дейна, но съществува само 2 години. През краткото си съществуване ДДД агитира срещу имигрантите от Третия свят, циганите и сектите, които са особено дейни в онези години. Като цяло организацията стои на антикомунистически позиции. Скандал предизвикват няколко изяви на ДДД. По-известни са запалването на турския флаг на 20 април пред Народния театър „Иван Вазов“ и заплахата на Расате, че, както германските националисти в Рощок, Германия, ще подпалят общежитията на АОНСУ, ако там бъдат настанени бежанци. През 1993 г. поради липса на финанси и подозрението, че политиците ги използват, ръководството взима решение да закрие организацията.

## Български национален съюз „Еделвайс“
През 2000 г. Боян Расате е инициатор за създаването на непартийната младежка организация Български национален съюз (БНС) и става негов лидер.
Организацията е свързана с европейската крайна десница. БНС „Еделвайс“ е част от Европейски национален фронт – паневропейски националистически съюз. Сред тях са Германска колегия (на немски: Deutsches Kollege), Националдемократическа партия (на немски: NPD) и Свободна съпротива(на немски: Freier Widerstand), белгийският Фламандски блок (Vlaams Blok), испанската Фаланга (La Falange), френската Франкска гвардия (Guarde Franque), румънската Нова десница (на румънски: Noua Dreaptă), холандският Национален алианс (Nationale Alliantie) и други.
Символиката на организацията, макар и подчертано българска, наподобява в много отношения тази на NSDAP.
БНС „Еделвайс“ приема за свой символ знака на рода Дуло – IYI, който поставят на знамена и щандарти, и лозунга „Когато правото се превърне в безправие, съпротивата е задължителна.“
Организацията има Хуманитарен корпус и спортна организация (СО), чиято униформа – военни черен панталон и бежова риза – предизвикват много коментари и асоциации с щурмовите отряди на Хитлер.
„Еделвайс“ провежда десетки шествия, чествания и участва в почти всички граждански протести от 2001 г. до 2011 г.
БНС „Еделвайс“ възприема себе си като продължител на Съюза на българските национални легиони, а за свой патрон убития през 1943 г. водач на организацията – ген. Христо Николов Луков. Съвременният историк Румен Даскалов определя СБНЛ като първата организация, имаща вече изцяло оформен фашистки характер. В идеологията си ген. Луков и Съюзът на българските национални легиони възприемат обичайните крайно националистически, шовинистични, авторитарни и тоталитарни идеи. Освен тях те възприемат и идеи като например единоначалие, елитаризъм, расизъм, както и непримиримост към либералния индивидуализъм, а и към всякакви форми на многопартиен парламентаризъм. Въпреки това, както твърди Даскалов, типично фашистката идея за водачеството остава недоразвита, поради стратегическо съобразяване с тогава установения монархически режим.
Дебют в публичните изяви на Български национален съюз е саботирането на традиционното честване на 9.IX от симпатизантите на БСП на Братската могила в Борисовата градина. Активисти на съюза провокират събралите се с викове и замерят стоящите на трибуната депутати с домати. Това предизвиква сбиване и намеса на полицията, която арестува Расате и няколко от сподвижниците му. Един човек умира от инфаркт, а друг е със счупена ръка. Срещу Боян Расате и другите са повдигнати обвинения. Поради невъзможност да се докажат действията и вината на всеки персонално, не се стига до повдигане на съдебно дело, и 2 години по-късно следствието е прекратено.
БНС „Еделвайс“ е организатор и на кампанията „Кой ще плати циганския ток“, детския конкурс за рисунки и стихотворения „Моята красива България“, протестите срещу ромската престъпност в „Захарна фабрика“ след убийството на проф. Калоянов.
Много активно организацията участва в протестите срещу софийското сметище в кв. „Суходол“, където националистите и граждани блокират пътя и се стига до среднощни сблъсъци с жандармерията.
Около 2003 г. Расате се запознава с Волен Сидеров, тогава журналист във в. „Монитор“, в резултат на което през 2005 г. БНС „Еделвайс“ оказва помощ за учредяването и първоначалното изграждане на структури на партия „Атака“. Два месеца след изборите Сидеров се дистанцира от БНС и организацията напуска коалицията, в която участва неформално.
През 2006 г., след раздялата с „Атака“, Расате обявява създаването на движение „Гвардия“, което се опитва да регистрира като политическа партия.
През 2007 г., след етническите сблъсъци в кв. „Красна поляна“, Боян Расате скандализира обществеността, като обяви и демонстрира във Военния клуб създаването на Национална гвардия, милитаризирана групировка, която трябва да защитава българското население от циганите. За основа на бъдещата Национална гвардия БНС предлагат отрядите на собствената си Спортна организация (СО). Редица политици и общественици, в това число президентът, министър-председателят, председателят на Народното събрание и министърът на вътрешните работи, определят действията на Расате като „най-голямата провокация срещу държавата“ за годините на прехода.
През 2008 година иска забрана на гей организациите в страната и се противопоставя срещу намерението на организацията „Джемини“ да организира гей парад. Срещу т.нар. „Седмица на нетолерантност към хомосексуализма и педофилията в българското общество“, се обявяват редица демократични организации и еврейската организация „Шалом“, които застават зад гей обществото. В деня на парада хората на Расате хвърлят бомби и коктейли „Молотов“ срещу хомосексуалните. Над 100 души са арестувани. Расате е осъден на 6 месеца пробация „за възпрепятстване на разрешено мероприятие и нарушаване на обществения ред“.
Боян Расате е бивш водещ на предаването „Национална гвардия“ в Балкан българска телевизия (ББТ). Предаването е закрито след закупуването на телевизията от близката до ДПС „Нова медийна група холдинг“, малко преди парламентарните изборите през 2009 г.
През февруари 2010 г. Боян Расате взима решение да се оттегли от председателското място като водач на БНС „Еделвайс“. Решението си той мотивира с умора, неразбирателство с някои от членовете относно бъдещето на БНС „Еделвайс“ и непрекъснато вменяваната му вина от външни на организацията среди, че с действията си разединява националистите.
В разпространено до медиите съобщение той подчертава, че „...не се отказва от идеите си и никога няма да спре да се бори за България.“
Три месеца по-късно Боян Расате, заедно с негов съмишленик са нападнати пред дома му от неизвестни и удряни с чукове и бокс. Двамата оказват съпротива и нападателите побягват, но Расате е с множество контузни рани по тялото и 16 шева на главата. Нападателите остават неразкрити.
Само няколко дни след този инцидент жълтите вестници „Уикенд“, „Шок“ и „Контра“ започват кампания срещу Расате. От страниците на партийния вестник „Атака“ Волен Сидеров, който по това време е близък с управляващите, също напада Расате и освен това завежда съдебно дело за клевета и обида.
През 2010 г. новото ръководство на БНС „Еделвайс“ изключва Боян Расате от структурите на организацията. Легитимността на този акт се оспорва от Расате като рекламен и безсмислен, тъй като към датата на изключване вече е напуснал Организацията. Като доказателство за изключването му се посочва единствено протокол за свикване на Дисциплинарен съвет, но реално към тази дата повечето членове вече са напуснали организацията и данни за свикването на такъв съвет няма.

## Движение ГВАРДИЯ
ГВАРДИЯ е радикална националистическа партия в България, планирана на 13 февруари 2006 г. и официално учредена три месеца по-късно на 13 май 2006 г., когато 517 делегати от цялата страна се събират в София и се обявяват за „Гвардейци на Родината“. „ГВАРДИЯ“ се представя като социално-патриотично движение на всички българи, търсещи коренна промяна на социалната, политическата и културната среда в България. Целите ѝ са да защитава идеите на сдружението БНС. Партията често е определяна като профашистка.
Гвардейците се обявяват в защита на „националните и социалните интереси на Българите“ и „за силна и независима България, за предимство на родните начинания и възмездие за цялата политическа класа, която ни ограбва и предава повече от 20 години“.
Партията се характеризира с популистката си (виж популизъм и фашизъм) и антипартийна реторика, в контекста на масовото разочарование от политическата система.
Два месеца преди изборите съдът отнема регистрацията на БНС – ГВАРДИЯ и организацията участва на изборите под името БНС – НД. Без достатъчно пари и време за подготовка на предизборната кампания (партията има наблюдатели само в няколко изборни секции), БНС – НД събира едва 3800 гласа.
След изборите ръководството на партията свиква пресконференция и обвинява ЦИК във фалшификация на изборните резултати.
След неуспеха на парламентарните избори през 2009 г. ГВАРДИЯ съществува формално. През 2010 г., след оттеглянето на Боян Расате от лидерското място в БНС „Еделвайс“, партията е изоставена като приоритет от новото ръководство и фактически престава да съществува.

## Български национален съюз – Нова демокрация (БНС-НД)
През 2009 г., след като съдът отказва да регистрира ПП „Движение ГВАРДИЯ“, Боян Расате използва регистрацията на Български национален съюз – Нова демокрация (БНС-НД) и заедно с негови поддръжници участва в парламентарните избори за народни представители същата година. БНС-НД отрича либерализма, парламентарната демокрация и комунизма.

## Присъди, съдебни дела и наказателни производства
За времето, когато е водач на БНС „Еделвайс“, Боян Расате многократно е осъждан и задържан от полицията. Срещу него са били образувани над 15 наказателни производства, свързани с политическата му дейност – един арест за грубо нарушаване на обществения ред на антивоенен митинг, два ареста за същото на пенсионерски протести, няколко дела за расизъм, дискриминация, ксенофобия и етническа сегрегация. Пълен списък на всички дела и наказателни производства:
1. Наказателно производство за грубо нарушаване на конституционното право на изказ и нанасяне на средна телесна повреда – 09. 2001 г., митинг на БСП – прекратено през 2004 г.
2. Дело за нанасяне на побой и грабеж – 2003 г., по жалба на криминално проявен ром, който след това е заснет да изнудва Расате за пари, като в замяна обещава да каже истината. Записът не е приет за доказателство от съда – осъден[3]
3. Наказателно производство за незачитане на установения законов ред – 03. 2003 г., Антивоенен митинг пред посолството на САЩ – прекратено
4. Наказателно производство за оказване на съпротива при полицейска проверка – 2003 г. – прекратено през 2005 г.
5. Наказателно производство за оскверняване на националния трикольор – 2003 г., поставен знак IYI на българското знаме – прекратено през 2005 г.
6. Наказателно производство за притежание на боеприпаси – 2003 г., прекратено през 2005 г.
7. Арест за нарушаване на обществения ред – 06. 2005 г., анти изборна агитация в „деня за размисъл“ – наложена административна глоба
8. Наказателно производство за ПТП с причиняване на смърт – 2006 г. – прекратено през 2010 г.[29]
9. Арест за нарушаване на обществения ред – 14. 12. 2006 г., подбуждане към размирици на пенсионерски протест пред Народното събрание – наложена административна глоба[3]
10. Арест на пенсионерски протест в Асеновград – 22. 02. 2007 г.
11. Наказателно производство за ръководене на организация, чиято дейност е насочена към разпалване на расова и етническа вражда, към нарушаване на правата и свободите на гражданите, както и създаване на военизирана структура „Национална гвардия“ – 09. 2007 г. – прекратено[30]
12. Дело за расово и дискриминационно третиране, целящо прилагане на расова дискриминация и етническа сегрегация – 19. 02. 2008 г. – осъден от Комисията за защита от дискриминация[31]
13. Наказателно производство за подбуждане към тормоз и дискриминация срещу лицата с хомосексуална ориентация в Р. България – 26. 06. 2008 г. – прекратено
14. Дело за грубо нарушаване на обществения ред – 28. 06. 2008 г., подбуждане към размирици и саморазправа с участниците в първия гей парад в България – осъден
15. Дело за расово и дискриминационно третиране, целящо прилагане на расова дискриминация и етническа сегрегация – 17. 12. 2008 г. – обжалва и оправдан от Върховния административен съд[31]
16. Дело за използване на расистка и ксенофобска лексика, която подклажда предразсъдъци и дискриминация спрямо бежанците в България – 21. 12. 2010 г. – осъден от Комисията за защита от дискриминация[31]
17. Дело за използване на расистка и ксенофобска лексика, която подклажда предразсъдъци и дискриминация спрямо бежанците в България – ОБЖАЛВА пред Върховния административен съд[31]
18. Дело за клевета и обида по жалба на Волен Сидеров – 2010 г. – оправдан[32][33][34][35]
19. Досъдебно дознание за организиране на „Граждански патрули“ – 02. 2014 г. – по жалба на 11 цигански организации – прекратено
20. Наказателно дело от частен характер за обида „обществен отпадък“ – 13. 12. 2013 г. – прекратено
21. Досъдебно дознание за окупацията на Централната избирателна комисия (ЦИК) – 27. 09. 2014 г. – прекратено
22. Превантивен арест във връзка с посещението на турския министър-председател Ахмед Давутоглу – 15. 12. 2015 г.

В една реч пред националисти той казва:
– „Ние имаме предимство пред нашите съратници от цяла Европа..., ние сме силни спрямо така наречените либерали, демократи, антифашисти, хомосексуалисти и всякакви други боклуци. Ние сме щастливи и можем да се радваме на онова, което нашите западни съратници не могат и да си помислят. Ние можем да излезем на улицата, да демонстрираме, да издигаме нашите пароли. Ние можем да се срещнем с хората. А не както е в Германия или в Австрия да бъдем заобградени от плътен кордон полицаи, които да ни държат настрана от обществото, така че обществото да ни мисли за някакви зверове. Ние сме щастливи и все още имаме тази свобода. И докато имаме тази свобода, ние трябва да се възползваме от нея. Ето защо не трябва да губим нито ден, нито час, нито минута във взаимни разправии. А обратното. Да се събираме, съюзяваме, да работим заедно и да смачкаме – в буквалния смисъл – да смачкаме нашите противници. Това е нашата задача за следващата година, за по-следващата и за онези години, за които ние мечтаем да постигнем... и мачкайте безпощадно всички, които са против национализма, националната съпротива и нашето Отечество.“ (Реч на Боян Расате в Пловдив от 28 ноември 2009 г.)
Когато БНС „Еделвайс“ още е съюзник на „Атака“, Волен Сидеров определя Расате като „млад човек с трайно оформена национално отговорна визия за обществото и света, човек, който не би могъл да има нагласи против реда, законността и авторитета на държавните институции и органи“.